# Gåsgårdsträsket
Gåsgårdsträsket är en ort i Borgå stad (kommun) i landskapet Nyland i Finland. Gåsgårdsträsket utgjorde en tätort fram till tätortsavgränsningen 2014.
Vid tätortsavgränsningen den 31 december 2013 hade Gåsgårdsträsket 210 invånare och omfattade en landareal av 0,50 kvadratkilometer. Året därefter hade området färre än 200 invånare och Gåsgårdsträsket klassificerades inte längre som tätort.